# Municipio de Brookfield (Misuri)
El municipio de Brookfield (en inglés: Brookfield Township) es un municipio ubicado en el condado de Linn en el estado estadounidense de Misuri. En el año 2010 tenía una población de 5208 habitantes y una densidad poblacional de 44,63 personas por km².

## Geografía
El municipio de Brookfield se encuentra ubicado en las coordenadas 39°46′19″N 93°4′17″O / 39.77194, -93.07139. Según la Oficina del Censo de los Estados Unidos, el municipio tiene una superficie total de 116.69 km², de la cual 115,43 km² corresponden a tierra firme y (1,09 %) 1,27 km² es agua.

## Demografía
Según el censo de 2010, había 5208 personas residiendo en el municipio de Brookfield. La densidad de población era de 44,63 hab./km². De los 5208 habitantes, el municipio de Brookfield estaba compuesto por el 95,64 % blancos, el 1,19 % eran afroamericanos, el 0,25 % eran amerindios, el 0,36 % eran asiáticos, el 0,56 % eran de otras razas y el 2 % eran de una mezcla de razas. Del total de la población el 1,86 % eran hispanos o latinos de cualquier raza.